# Велике Буньково
Велике Бунько́во (рос. Большое Буньково) — присілок у складі Богородського міського округу Московської області, Росія.

## Населення
Населення — 4084 особи (2010; 3440 у 2002).
Національний склад (станом на 2002 рік):
- росіяни — 94 %